# Olatz Fernández
Olatz Fernández de Arroyabe Azkarate (Elorrio, 18 de marzo de 1970) es una exjugadora de rugby vizcaína, que jugaba como tercera línea.

## Carrera
Jugó en varios equipos vascos, entre ellos Durango, Elorrio y Getxo.
También jugó para la selección española en 42 partidos y disputó el Campeonato de las Seis Naciones femenino y tres Copas del Mundo, 1998, 2002 y 2006.